# Pingüino asesino
El pingüino asesino es un animal ficticio del Zoo Tycoon 2: Extinct Animals para PC. Se consigue al obtener una puntuación menor al 50% (ocasionalmente) en el laboratorio de ADN. Cuando lo consigues te aparece un huevo, que, tras un tiempo, se abre y sale.

## Apariencia
Es como el pingüino de penacho amarillo, pero tan grande como una persona, con un gran pico con dientes afilados, el "penacho" algo despeinado y ojos inexpresivos de color amarillo.

## Comportamiento y hábitat
El pingüino asesino es agresivo y hostil. Dicho esto, si se suelta por el parque atacará a los visitantes dándoles picotazos. Hay que ponerle valla electrificada. Se alimenta de peces o carne. Esta versión malvada del pingüino está basada en el pingüino emperador del Zoo tycoon, pues podía matar a los herbívoros, aunque en el Zoo tycoon 2 puede matar también carnívoros. Para comunicarse hace igual que el pingüino emperador del ZT2.
En la zoopedia está escrito que proviene de las islas crecanas de Madagascar. Su biomedio es la tundra, y tiene los mismos gustos que el pingüino emperador, como por ejemplo el agua salada de la tundra.
- Datos: Q6076212